# Шпіц (Берн)
Шпіц (нім. Spiez) — місто  в Швейцарії в кантоні Берн, адміністративний округ Фрутіген-Нідерзімменталь.

## Географія
Місто розташоване на відстані близько 34 км на південний схід від Берна.
Шпіц має площу 16,7 км², з яких на 31,4% дозволяється будівництво (житлове та будівництво доріг), 35,9% використовуються в сільськогосподарських цілях, 29,8% зайнято лісами, 2,9% не є продуктивними (річки, льодовики або гори).

## Демографія
2019 року в місті мешкало 12 870 осіб (+3,2% порівняно з 2010 роком), іноземців було 11,6%. Густота населення становила 771 осіб/км².
За віковим діапазоном населення розподілялося таким чином: 16,7% — особи молодші 20 років, 58,7% — особи у віці 20—64 років, 24,6% — особи у віці 65 років та старші. Було 6009 помешкань (у середньому 2,1 особи в помешканні).
Із загальної кількості 5713 працюючих 120 було зайнятих в первинному секторі, 1036 — в обробній промисловості, 4557 — в галузі послуг.